# Томас Райс
Томас Райс (нім. Thomas Reis, нар. 4 жовтня 1973, Вертгайм) — німецький футболіст, що грав на позиції захисника. По завершенні ігрової кар'єри — тренер. З 2024 року очолює тренерський штаб команди «Самсунспор».

## Клубна кар'єра
Народився 4 жовтня 1973 року в місті Вертгайм. Ігрову кар'єру Томас розпочинав у школі футбольного клубу «Вертгайм-Айхель» зі свого рідного міста. Після цього були виступи за молодіжні команди «Штутгарта» та франкфуртського «Айнтрахту», де Райс розпочав свою професійну кар'єру. У дорослому футболі дебютував 1992 року виступами за команду «Айнтрахт», в якій провів три сезони, взявши участь у 16 матчах Бундесліги.
Не зумівши закріпитися в основі франкфуртців, Райс перейшов у «Бохум» з Другої Бундесліги, до складу якого приєднався влітку 1995 року. У своєму першому ж сезоні він разом з командою вийшов до Бундесліги, Райс зіграв у 31 матчі. Наступного року вони фінішували п'ятими в Бундеслізі, а Райс не пропустив жодної гри в тому сезоні. Однак «Бохум» не зміг закріпитися у верхній частині турнірної таблиці і вилітав до Другої Бундесліги в 1999 та 2001 роках, але підвищувався у класі в 2000 та 2002 роках. Після ще одного року в Бундеслізі з «Бохумом» він покинув клуб після сезону 2002/03.
Згодом з 2003 по 2005 рік по сезону грав у складі інших команд Другої Бундесліги «Аугсбург» та «Айнтрахт» (Трір), а завершив ігрову кар'єру у команді «Вальдгоф», за яку виступав протягом 2005—2006 років, провівши лише 4 гри у Оберлізі.

## Виступи за збірні
Виступав у складі юнацьких збірних Німеччини до 15, 16, 17, 18 та 20 років, після чого протягом 1993—1995 років залучався до складу молодіжної збірної Німеччини. На молодіжному рівні зіграв у 7 офіційних матчах.

## Кар'єра тренера
З лютого 2009 року став працювати у структурі «Бохума», спочатку скаутом, пізніше тренером жіночої команди та помічником головного тренера резервної та основної команд, а також недовго сам тренував резервну команду «Бохум II», а потім протягом 2016–2019 років очолював юнацьку команду «Вольфсбурга». Нарешті, 6 вересня 2019 року Томас обійняв посаду головного тренера «Бохум», прийнявши керівництво командою, яка після п'яти турів Другої Бундесліги займала передостанній рядок з двома очками в активі. Під його керівництвом команда продемонструвала стійкість та чітку тактичну структуру, що зрештою призвело до того, що у сезоні 2020/21 Райсу вдалося вивести «Бохум» у Бундеслігу після 11 років, проведених у другому за силою дивізіоні Німеччини. У Бундеслізі 2021/22 «Бохум» зберіг прописку в еліті, набравши 42 очки та посівши 13-е місце. Серед іншого, вони обіграли «Баварію» з рахунком 4:2 та «Боруссію» (Дортмунду) з рахунком 4:3. Однак, у наступному сезоні 2022/23 команда під керівництвом Райса програла свої перші шість ігор (включаючи поразку від «Баварії» з рахунком 0:7 та поразку в дербі 1:3 від «Шальке 04») та мала різницю м'ячів -14, що означало, що вони перевершили антирекорд «Майнца» (шість поразок, різниця -13 голів у сезоні 2020/21), показавши найгірший початок сезону в історії Бундесліги. Через це Райс був звільнений з посади у вересні 2022 року після трьох років на посаді.
Наприкінці жовтня 2022 року Райс очолив «Шальке 04», яке на той момент мало лише 6 очок після 11-го турів і йшло на останньому місці в турнірній таблиці. Під керівництвом Райса результати команди з Гельзенкірхена значно покращилися, і «Шальке» став восьмим за набраними очками у другій половині сезону. Втім, цього не вистачило для збереження прописки і «Шальке» вилетів до Другої Бундесліги наприкінці сезону, посівши передостаннє місце з 31 очком. Там гельзенкірхенці теж виступали невдало, і коли клуб опинився на 16-му місці з 7 очками після 7-го туру сезону 2023/24, Райса було звільнено 27 вересня 2023 року.
12 червня 2024 року Райс став головним тренером клубу турецької Суперліги «Самсунспор», змінивши на цій посаді співвітчизника Маркуса Гісдоля. У своєму першому сезоні в «Самсунспорі» Райс досяг значного успіху: незважаючи на заборону на трансфери протягом усього чемпіонату, команда сенсаційно посіла третє місце в Суперлізі, вперше в історії клубу забезпечивши собі кваліфікацію до Ліги Європи УЄФА.

## Титули і досягнення

### Як гравця
- Переможець Другої Бундесліги: 1995/96

### Як тренера
- Переможець Другої Бундесліги: 2020/21